# Донец, Татьяна Анатольевна
Татьяна Анатольевна Донец (укр. Тетяна Анатоліївна Донець; род. 11 июля 1980, Днепропетровск) — украинский политик, Народный депутат Верховной рады VII и VIII созывов, общественный деятель.
Заместитель главы комитета Верховной рады Украины по вопросам охраны здоровья (VIII созыв).
Член Комитета Верховной Рады Украины по вопросам охраны здоровья, председатель подкомитета по вопросам законодательного обеспечения противодействия ВИЧ-инфекции/СПИДу, туберкулёзу, другим социально опасным заболеваниям и по контролю за обеспечением лекарственными средствами и медицинскими изделиями, которые закупаются за государственные средства (VII созыв).
С мая 2013 — член временной следственной комиссии Верховной рады по вопросам расследования фактов нарушения законодательства Украины при осуществлении государственных закупок, неэффективного использования государственных средств и злоупотреблений служебным положением со стороны должностных лиц Министерства здравоохранения Украины, других государственных предприятий, учреждений и организаций в сфере охраны здоровья и фармацевтической отрасли. 
Депутат Шевченковского районного в городе Киеве совета V созыва (2006—2010), была заместителем главы фракции БЮТ

## Образование
В 1997 году окончила в Днепропетровске среднюю школу с золотой медалью. В том же году поступила в Киевский национальный университет имени Т. Г. Шевченко, который окончила с дипломом магистра юриспруденции по специализации конституционно-финансовое право. Далее продолжила обучение в Киевском институте международных отношений, который окончила в 2005 году с отличием по специальности «Международные экономические отношения».

## Трудовая деятельность
С 2000 года – физическое лицо-предприниматель. В 2004—2005 годах — директор по развитию ООО «Отель «Астория» (г. Днепропетровск); в 2005—2010 годах — директор ЧП «Арт энд Фешен»; в 2010—2012 годах — директор ООО «Спектр-Б» (г. Киев).

## Политическая карьера
В 1998 году стала помощником Народного депутата Украины.
В 2006—2010 годах была депутатом V созыва Шевченковского районного Совета города Киева. Занимала должность председателя постоянной мандатной комиссии по вопросам депутатской деятельности и этики, обеспечения законности и правопорядка, развития местного самоуправления, информационной политики и взаимодействия с объединениями граждан. В данный период была заместителем Главы фракции «БЮТ».
Татьяна Донец стала известна из-за жёсткой позиции касательно приватизации ряда объектов образования, интерната с территорией в, 15 тыс. м² ЖЭКов  и другой коммунальной собственности. Благодаря массе публичных выступлений в СМИ, ей удалось добиться создания следственной комиссии, результатом которой стало блокирование незаконной приватизации всех вышеназванных и всех социально значимых объектов. 
В декабре 2012 года стала депутатом Верховной рады VII созыва, получив № 55 в партийном списке ВО «Батькивщина».
В 2014 году Татьяна Донец стала депутатом Верховной Рады VIII созыва, получив № 20 в списке партии «Народный фронт», которая была сформирована из части политиков во главе с Арсением Яценюком и Александром Турчиновым из партии «Всеукраинское объединение «Батькивщина». На парламентских выборах 2014 года политическая партия «Народный фронт» заняла первое место с результатом — 22,14% (ссылка на ЦВК)
Татьяна Донец автор проекта закона о внесении изменений в некоторые законодательные акты Украины (относительно противодействия распространению болезней, обусловленных ВИЧ). Проект Закона был создан в сотрудничестве с более 50 общественными и пациентскими организациями, среди которых – ПРООН, ЮНЭЙДС, ВБО «Всеукраинская сеть ЛЖВ», Международный Альянс по ВИЧ/СПИД в Украине, Фонд Елены Пинчук «АНТИСПИД», «Фонд В. Дж. Клинтона» в Украине. Работа Татьяны Донец была отмечена личной благодарностью заместителя Генерального секретаря ООН Мишеля Сидибе.
Является автором законопроекта «Об обеспечении лекарственными средствами и изделиями медицинского назначения», зарегистрированного 7 июля 2014 года. Документ предполагает компенсацию расходов граждан за счёт медицинского страхования.

«Главная проблема здравоохранения в Украине — людям не хватает средств на жизненно необходимые лекарства. Согласно данным статистики, более 16 процентов украинских семей не могут позволить себе приобретать нужные медпрепараты. Поэтому, необходимо развивать страховую медицину, чтобы каждый гражданин мог получить качественную медицинскую помощь и необходимые лекарства».— из интервью Татьяны Донец газете "Факты"
Являлась членом исполнительного комитета национальной парламентской группы в межпарламентском Союзе; членом группы по межпарламентским связям с Венгрией; членом группы по межпарламентским связям с Российской Федерацией; членом группы по межпарламентским связям с Федеративной Республикой Бразилия; членом группы по межпарламентским связям с Государством Израиль.
1 ноября 2018 года были введены российские санкции против 322 граждан Украины, включая Татьяну Донец.

Под российские санкции Татьяна Донец попала за активную антироссийскую позицию, являясь соавтором проекта закона "О правовой защите политических заключённых" (рег. № 5218), согласно которому предлагается определить правовой статус лиц, которые незаконно осуждены или содержатся на территории Российской Федерации и возложить на государство обязанность по обеспечению их защиты в суде. В поданном законопроекте также предлагается приравнять политических заключённых к участникам АТО. 
«Уже два года все мы говорим о проблеме незаконного и, к тому же, политически мотивированного содержания граждан Украины на территории Российской Федерации. Однако украинское государство должно не только вести политические переговоры, чтобы вернуть своих граждан домой, но и 100-процентно оплачивать услуги адвокатов и нести ответственность за их семьи»

— из интервью Татьяны Донец Цензор.net.

## Доходы
Татьяна Донец входит в топ-20 самых богатых народных депутатов украинского парламента. Только в 2017 году, согласно декларации, Донец уплатила 575 000 грн налогов, что равно 82 средним зарплатам по Украине. 
«Прямое оформление говорит лишь о моей открытости, честности и прозрачности. Сегодня все понимают, что у большинства политиков недвижимость и другие активы оформлены на юридические лица или аффилированные к ним компании. Моя семья многие годы занимается бизнесом в Днепропетровске и Киеве. Как следствие, каждый в семье имеет квартиру в этих городах»

— из интервью Татьяны Донец Лига.net 

## Скандалы
В составе Комитета Верховной Рады Украины по вопросам охраны здоровья Татьяна Донец возглавила Следственную комиссию по проверке выполнения постановления Верховной Рады Украины "О неотложных мерах по сохранению целостности лечебного комплекса НДСЛ "Охматдет", в которую также вошли представители общественных организаций. 
«Охматдет – сегодня самая важная больница в Украине. Её необходимо достроить как можно скорее, в ближайшие год-два, а не заниматься пиаром на детских болезнях. Предлагаю найти иностранного инвестора с серьёзной репутацией и опытом работы с подобными объектами. Только в этом случае мы сможем завершить строительство нового корпуса за год-полтора. Если же будем рассчитывать на бюджетные средства, то процесс затянется лет на пять».
- из интервью Татьяны Донец
Кроме того, журналисты утверждают, что в разгар Революции Достоинства в 2014 году именно Татьяна Донец разместила на ёлке Майдана баннер с Юлией Тимошенко, которая на тот момент являлась политическим заключённым. Благодаря этому, к политическому заключению Тимошенко было приковано внимание всех украинских и мировых СМИ, освещающих Революцию Достоинства.
Громкий скандал спровоцировали законопроекты Татьяны Донец касательно изменений в законодательство о е-декларировании. 

Законопроект 5081 должен был законодательно закрепить два важных изменения: 1) депутаты обязаны указать не только свои доходы и расходы, но и сумму уплаченных налогов. 2) Указывать в декларации сумму, которую государственный чиновник потратил на благотворительность:
«Это также нормальная мировая практика. Перед Днём Святого Николая практически все украинские политики ездят в детские дома, школы, детские садики с подарками и сладостями, причём, не стесняясь пиарят этот процесс в СМИ и социальных медиа, но идея указывать сумму, потраченную на благотворительность, показалась коллегам-депутатам крамольной. Не исключено, что именно потому, что тогда бы у журналистов, например, появилась возможность соотносить суммы, потраченные на благотворительность с официальными доходами благотворителей»
- из интервью Татьяны Донец
Законопроект Татьяны Донец 5079 вызвал активное сопротивление общественных организаций, поскольку нардеп предложила ввести следующую инновацию: государственные служащие должны указывать в декларациях программы обучения и служебные командировки, оплатить счёт грантов и общественных организаций. 
«Во всём цивилизованном мире – это нормальная практика, которая позволяет отслеживать неправомерные выгоды, которые чиновники получают от лоббистов. Например, некая фармкомпания оплачивает заграничные стажировки чиновников МОЗ, а потом неожиданно выигрывает тендер на госзакупку лекарств. Искренне считаю, что предложенная мной инновация, способствовала бы реализации главной идее е-декларирования: борьбе с коррупцией. Почему это вызвало такое сопротивление? Большой вопрос. Самое интересное, что профильный антикоррупционный комитет после длительных и изнурительных обсуждений поддержал предлагаемые мной изменения, но выносить их в зал посчитал «политически нецелесообразным»
- из интервью Татьяны Донец

## Общественная деятельность
В студенческие годы Татьяна Донец на волонтёрских началах участвовала в работе Временной следственной комиссии Верховной Рады Украины по вопросам обеспечения избирательных прав граждан (по выборам Президента Украины), которую возглавлял народный депутат Александр Ельяшкевич – первый украинский эмигрант, получивший политическое убежище в США. 
Активно коммуницирует с общественными и пациентскими организациями, является инициатором круглых столов и Комитетских слушаний по остросоциальным вопросам.

Участвует в волонтёрской деятельности и помогает украинской армии, совместно с Денисом Дзензерским профинансировала бронирование медицинского автомобиля для эвакуации раненых из зоны АТО.
«Я хотела не рассказать, а показать власти наглядно, что можно сделать за две недели в Украине. На параде этих машин не будет – они уже в АТО».
- из интервью Татьяны Донец
Выступает за реформы в области отечественной медицины, в частности — является инициатором введения сбора в размере 2 % от зарплаты каждого украинца на создание Фонда обязательного медицинского страхования.

## Награды
Ведомственную поощрительную награду «За доблестную службу» Татьяне Донец вручил Министр обороны Украины, экс-глава Национальной Гвардии Украины, генерал-майор С. Полторак.

## Семья
26 января 2018 года Татьяна родила дочь.